# Гай Хелвий Цина
Гай Хелвий Цина (Gaius Helvius Cinna; † 44 пр.н.е. в Рим) е римски поет от кръга на новите поети (neoteriker, poetae novi).
Произлиза от фамилията Хелвии, клон Цина. Той е приятел с Катул.
Заедно с Катул е в cohors praetoria на Гай Мемий, когато този 57 пр.н.е. е управител на провинцията Витиния и Понт.
През 44 пр.н.е. Цина е народен трибун. След убийството на Юлий Цезар 44 пр.н.е. разбунтувалата се народна тълпа се препознала и го убива вместо Луций Корнелий Цина (претор 44 пр.н.е.).